# 門羅特設鎮區 (密歇根州)
門羅特設鎮區（英語：Monroe Charter Township）是位於美國密歇根州門羅縣的一個特設鎮區。

## 地方資料
門羅特設鎮區的面積為46.91平方千米，當中陸地面積為43.72平方千米，而水域面積為3.19平方千米。根據2020年美國人口普查的數據，當地共有人口14391人，而人口密度為每平方千米306.78人。